# Култура на Камбоджа

## Ангкор: система от храмове
Областта около Ангкор се състои от множество храмове с различен по време произход, където Ангкор Ват е само един от много други. Около 30 крале от няколко династии са участвали в строежа, в няколкократни преустройства, респ. възстановяване след разрушаване. Характерна за архитектурата на храмовете е няколкоетажната пирамида от тухли или латеритна основа с централна висока кула, която е заобиколена от четири по-ниски кули, показващи посоките на света. Централната кула символизира по индийски образец върха Меру. Типични са още и вътрешните водохранилища, балустрадите нага (водни змии), разклонените канализационни системи, сложните обработки на камъни, както и градските стени, диги, големи съдове за вода и отделни канали за питейна и отпадъчна вода.

## Ангкор: културна система
За построяването на такъв голям комплекс храмове са били нужни благоприятни природни предпоставки, особено икономическо благосъстояние, много работна ръка и силна, йерахично изградена система. Въпреки наличието на само четири дъждовни месеца с до 1600 милиметра валежи между юни и септември (югозападен мусон) и с помощта на комплексна система от канали и диги кхмерите са успявали да обработват полетата си така, че да получават две до три реколти годишно. Основата била гениалното хрумване водата от дъжда и реките да се събира не в издълбани басейни, а с помощта на високи диги, така че язовирите и резервоарите с вода са били много по-високо от земите за напояване. Също и каналите не са били издълбавани в земята, а хващани с диги, така че според наклона на равнината водата е могла да тече към Топле Сап без допълнителни механични помпени и повдигащи механизми. В една доста разклонена система от ровове и улеи, контролирана с шлюзове, водата е минавала на далечни разстояния. С тези велики и цивилизовани водоснабдителни иновации кхмерите са създали основа за най-доходното отглеждане на ориз в югоизточна Азия върху площ от около 1000 кв. км. По този начин се постига огромен излишък на продукция, който им осигурява епохални архитектурни и художествени постижения, както и издръжката на голяма и силна армия, която да контролира обширни територии.